# Кокшародо
Кокшародо́ (рос. Кокшародо, марій. Кокшародо) — присілок у складі Куженерського району Марій Ел, Росія. Входить до складу Тум'юмучаського сільського поселення.
Стара назва — Кокша-Родо.

## Населення
Населення — 103 особи (2010; 133 у 2002).
Національний склад (станом на 2002 рік):
- марі — 66 %
- марій — 32 %